# Glossaire de génétique
Ce glossaire donne des définitions simples des principaux termes utilisés en génétique.
- Haut – A
- B
- C
- D
- E
- F
- G
- H
- I
- J
- K
- L
- M
- N
- O
- P
- Q
- R
- S
- T
- U
- V
- W
- X
- Y
- Z

## A

Structure de la double hélice d'ADN.

- Adénine :  base nucléique entrant dans la constitution des nucléotides
- Acide aminé : acide jouent un rôle crucial dans la structure, le métabolisme et la physiologie des cellules de tous les êtres vivants
- Acide désoxyribonucléique ADN :  macromolécule biologique présente dans presque toutes les cellules ainsi que chez de nombreux virus. Il contient toute l'information génétique, appelée génome, permettant le développement, le fonctionnement et la reproduction des êtres vivants.
- Acide nucléique : acide constitué de la combinaison de nucléotides
- Acide ribonucléique ARN (RNA en anglais) : acide nucléique présent chez pratiquement tous les êtres vivants, et aussi chez certains virus.
- ADN :  macromolécule biologique présente dans presque toutes les cellules ainsi que chez de nombreux virus. Il contient toute l'information génétique, appelée génome, permettant le développement, le fonctionnement et la reproduction des êtres vivants.

- ADN non codant, parfois appelé improprement ADN poubelle ou ADN satellite : terme désignant l’ensemble des séquences du génome qui ne sont pas traduites en protéines.
- Allèle : version d'un locus polymorphe. Il existe généralement quelques allèles pour chaque gène.
- Amplification génétique : l'amplification génique fait référence à un certain nombre de processus naturels et artificiels par lesquels le nombre de copies d'un gène est augmenté sans augmentation proportionnelle d'autres gènes.
- Analyse génétique : technique d'analyse du génome des cellules d'un organisme. qui peuvent se pratiquer sur tout type d'organisme.
- Aneuploïdie : cellule qui ne possède pas le nombre normal de chromosomes
- Anticodon : groupe de trois nucléotides localisé dans la structure des ARN de transfert, qui joue un rôle important dans la traduction de l'ARNm lors de la biosynthèse des protéines
- ARN: acide nucléique présent chez pratiquement tous les êtres vivants, et aussi chez certains virus.
- ARN de transfert ou ARNt : ARN courts, longs de 75 à 95 nucléotides, qui interviennent lors de la synthèse des protéines dans la cellule.
- ARN messager ou ARNm (en anglais, mRNA ) : molécule intermédiaire d'acide ribonucléique consistant en une copie transitoire d'une portion de l'ADN correspondant à un ou plusieurs gènes d'un organisme biologique.
- ARN interférent : acide ribonucléique (ARN) simple ou double brin dont l'interférence avec un ARN messager spécifique conduit à sa dégradation et à la diminution de sa traduction en protéine.
- ARN non codant (ou ARNnm pour ARN non messager) : ARN, issu de la transcription de l'ADN, qui ne sera pas traduit en protéine par les ribosomes.
- ARN polymérase : complexe enzymatique responsable de la synthèse de l'acide ribonucléique, ou ARN, à partir d'une matrice d'ADN.
- ARN régulateur : ARN non codant jouant un rôle dans la répression de l'expression de certains gènes ou groupes de gènes.

## B
- Base (paire de bases) : appariement de deux bases nucléiques situées sur deux brins complémentaires d'ADN ou ARN.
- Biotechnologie : application de la science et de la technologie à des organismes vivants, de même qu’à ses composants, produits et modélisations, pour modifier des matériaux vivants ou non-vivants aux fins de la production de connaissances, de biens et de services. Il est souvent assimilé au domaine du génie génétique
- Brassage génétique : recombinaison, mélange de séquences génétiques au sein d'un individu notamment lors des crossing-overs, mais aussi, chez les espèces eucaryotes, brassage intervenant au cours de la reproduction sexuée des espèces.
- Brevetabilité du vivant : possibilité de déposer un brevet sur un organisme vivant, animal ou végétal, qu'il soit pluricellulaire ou non. Le brevet peut porter sur le procédé d'obtention, sur l'organisme lui-même dans son entier, ou bien encore sur certains de ses composants seulement, sur ses gènes.

## C

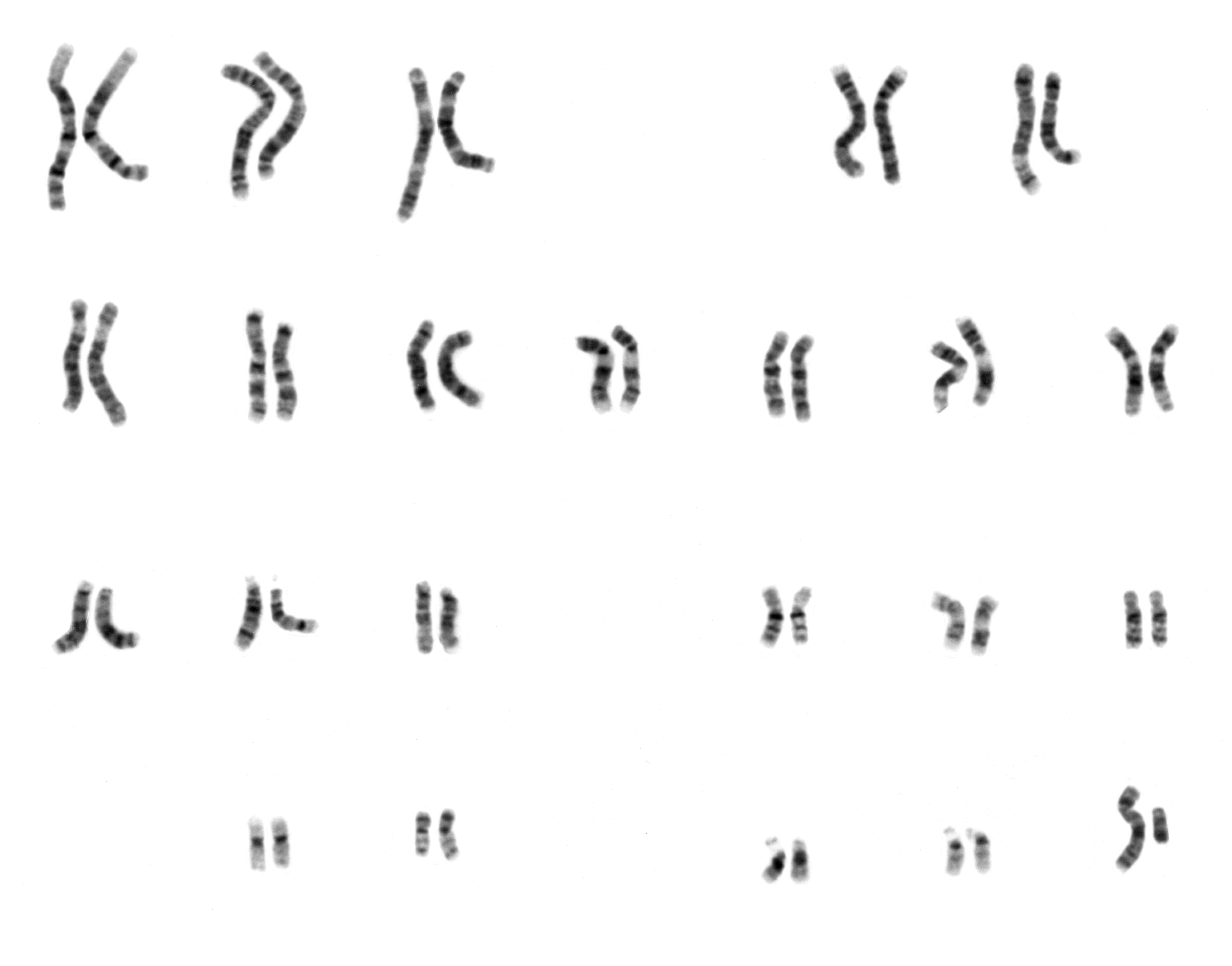
Caryotype d'un individu de sexe masculin (XY)

- Carcinogène : facteur provoquant, aggravant ou favorisant l'apparition d'un cancer.
- Caractère dominant : relation entre deux allèles d'un même gène, dans laquelle le phénotype des individus hétérozygotes est déterminé intégralement par l'un des allèles, sans contribution du second.
- Cartographie génétique : détermination de la position d’un locus sur un chromosome en fonction du taux de recombinaison génétique mesurée en unité de distance (détermination de la position d’un locus (gène ou marqueur génétique) sur un chromosome en fonction du taux de recombinaison génétique. Son unité de distance est le centimorgan (cM).
- Caractère phénotypique : un de ses aspects anatomique, physiologique, moléculaire ou comportemental, qui peut être analysé (par exemple : la présence de cheveux).
- Caryotype : arrangement standard de l'ensemble des chromosomes d'une cellule, à partir d'une prise de vue microscopique.
- Cas9 : enzyme agissant sur l'ADN utilisé dans le système CRISPR-Cas9 pour l'édition génomique.
- Cellule germinale : cellules issues des cellules souches, d'un animal ou d'un végétal, susceptibles de former les gamètes (spermatozoïdes et ovocytes).
- Cellule somatique : ensemble des cellules somatiques, appelé soma, sont toutes les cellules formant le corps d'un organisme multicellulaire, c'est-à-dire toutes les cellules n'appartenant pas à la lignée germinale, telles que les gamètes, ou les cellules germinales. Ces dernières constituent le germen.
- Centimorgan (cM) : en génétique, le centimorgan désigne une unité de mesure de liaison génétique : plus sa valeur est faible, plus la probabilité que deux gènes sur un même chromosome ségrègent ensemble est grande.
- Centromère : constriction occupant une région précise au sein d'un chromosome.
- Chromatide : molécule d'ADN associée à des protéines histones (PH) et des protéines non-histones (PNH).
- Chromatine : structure au sein de laquelle l'ADN se trouve empaqueté et compacté dans le volume limité du noyau des cellules eucaryotes.
- Chromosome : élément microscopique constitué d'une molécule d'ADN et de protéines, les histones et les protéines non histones. Il porte les gènes, supports de l'information génétique, transmis des cellules mères aux cellules filles lors des divisions cellulaires.
- Chromosome X : un des deux chromosomes sexuels de l'être humain et de certains animaux. Il fait partie du système XY de détermination sexuelle.
- Chromosome Y : un des deux chromosomes sexuels d'un mammifère, l'autre étant le chromosome X. Chez l'être humain, les chromosomes sexuels constituent l'une des 23 paires de chromosome.
- Ciseaux génétiques ou ciseau moléculaire : désignés sous le nom de CRISPR-Cas9 : outil de modification génétique à fort potentiel notamment utilisé pour introduire des modifications locales du génome (souvent qualifiées d'édition génomique).
- Cisgenèse : procédé de génie génétique permettant de transférer artificiellement des gènes entre des organismes qui pourraient être croisés selon des méthodes d'hybridation classiques.
- Clonage : multiplication naturelle ou artificielle à l'identique d'un être vivant, c'est-à-dire avec conservation exacte du même génome pour tous les descendants.
- Cm : symbole du centimorgan, une unité de mesure de la distance entre deux gènes liés.
- Codon : triplet de nucléotides présent sur l'ARNm
- Congénitale (adjectif) : se dit pour une maladie, avec ou sans malformation, apparue in utero. Elle n'est pas forcément d'origine génétique.
- Convergence évolutive (ou évolution convergente) : résultat de mécanismes évolutifs conduisant des espèces, soumises aux mêmes contraintes environnementales  à adopter indépendamment plusieurs traits physiologiques ou morphologiques semblables.
- Copy Number Variation (CNV)
- CRISPR en anglais Clustered Regularly Interspaced Short Palindromic Repeats (« Courtes répétitions palindromiques groupées et régulièrement espacées ») :  familles de séquences répétées dans l'ADN. Le système CRISPR-Cas9 est  devenu un outil de manipulation génétique à fort potentiel. CRISPR-Cas9 est notamment utilisé comme ciseau moléculaire afin d'introduire des modifications locales du génome (manipulations souvent qualifiées d'édition génomique) de nombreux organismes modèles.
- Code génétique : ensemble des règles permettant de traduire les informations contenues dans le génome des cellules vivantes afin de synthétiser les protéines.
- Crossing Over : ou « entrecroisement » ou en anglais « crossover » ou « crossing-over » : phénomène génétique qui a lieu lors de la méiose et qui contribue au brassage génétique lors de la reproduction (Recombinaison génétique)
- Cytogénétique : étude des phénomènes génétiques au niveau de la cellule,
- Cytosine : base nucléique, base pyrimidique qui s'associe avec la guanine dans l'ADN et l'ARN.

## D
- Délétion :  mutation génétique caractérisée par la perte de matériel génétique sur un chromosome
- Diploïde : une cellule biologique est diploïde lorsque les chromosomes qu'elle contient sont présents par paires (2n chromosomes). Le concept est généralement opposé à haploïde, terme désignant les cellules avec des chromosomes en simple exemplaire (n chromosomes).
- Dinucléotide CpG : segment d'ADN de deux nucléotides dont la séquence de bases nucléiques est CG. La notation « CpG » est une abréviation de cytosine–phosphate–guanine.
- Dominance : relation entre deux allèles d'un même gène, dans laquelle le phénotype des individus hétérozygotes est déterminé intégralement par l'un des allèles, sans contribution du second.
- Double hélice : structure secondaire de l'ADN bicaténaire.
- Duplication : multiplication de matériel génétique sur un chromosome.

## E
- Édition génomique ou modification localisée de séquence génomique : ensemble de techniques de modification du génome plus précises et ciblées que les techniques OGM historiques qui modifient les organismes par transgenèse en introduisant un fragment d'ADN exogène à un emplacement aléatoire du génome.
- Électrophorèse : technique principalement utilisée en biochimie ou biologie moléculaire pour la séparation des protéines ou des acides nucléiques.
- Empreintes génétiques ou profil génétique : résultat d'une analyse génétique de l'ADN, rendant possible l'identification d'une personne à partir d'une petite quantité de ses tissus biologiques.
- Enzyme de restriction :  protéine capable de couper un fragment d'ADN à un endroit précis au niveau d'une séquence de nucléotides caractéristique appelée site de restriction.
- Épigénétique : discipline de la biologie qui étudie la nature des mécanismes modifiant de manière réversible, transmissible et adaptative l'expression des gènes sans en changer la séquence nucléotidique(ADN)
- Épissage : processus par lequel les ARN transcrits à partir de l'ADN génomique peuvent subir des étapes de coupure et ligature conduisant à l'élimination de certaines régions dans l’ARN final.
- Eucaryote : organisme cellulaire possédant un noyau structuré contenant le matériel génétique.

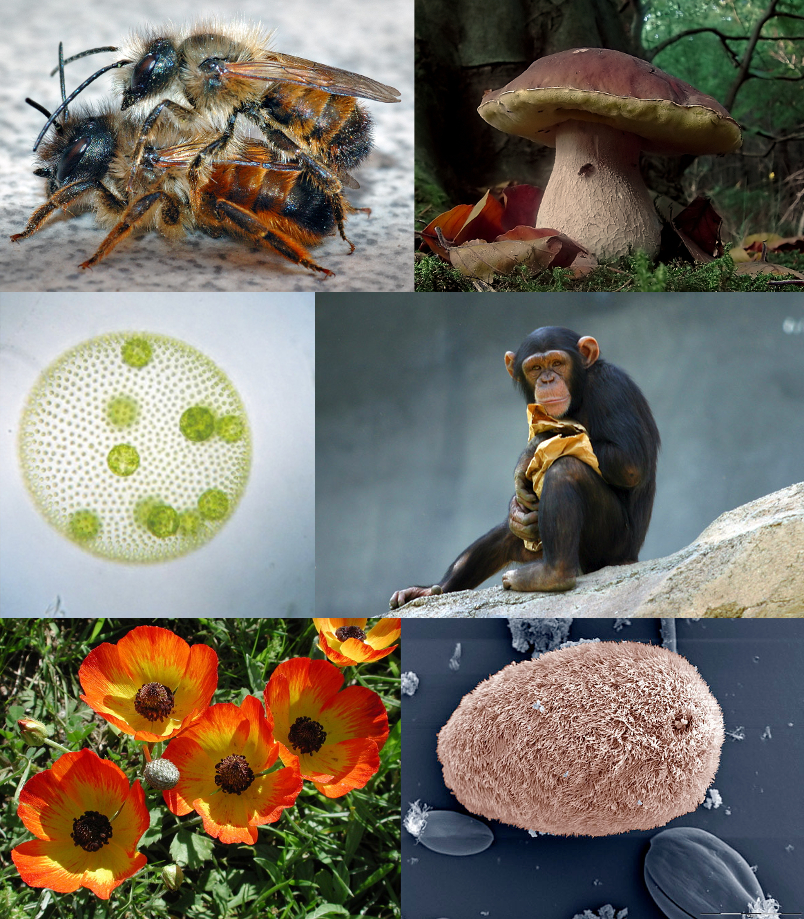
Organismes eucaryotes

- Eugènisme : ensemble des méthodes et pratiques visant à sélectionner le patrimoine génétique des générations futures d'une population en fonction d'un cadre de sélection prédéfini »
- Évolution : transformation du monde vivant au cours du temps, qui se manifeste par des changements phénotypiques des organismes à travers les générations.
- Évolution convergente : mécanisme conduisant différentes espèces, au cours des siècles et soumises aux mêmes contraintes environnementales, à adopter plusieurs traits physiologiques ou morphologiques semblables.
- Exome : parties des gènes qui sont exprimées pour synthétiser les produits fonctionnels sous forme de protéines.
- Exon : segment présent dans l'ARNm pour être traduit en protéine.

## F
- Fluorescence In Situ Hybridization (FISH) ou hybridation in situ en fluorescence : technique de biologie moléculaire d'hybridation in situ qui consiste à analyser des coupes en microscopie et en imagerie moléculaire à l'aide d'un marqueur fluorescent.
- Francis Harry Compton Crick :  biologiste britannique co-lauréat avec James Watson et Maurice Wilkins du prix Nobel de physiologie ou médecine en 1962 pour la découverte de la structure de l'ADN.

## G
- Gamète : cellule reproductrice généralement haploïde spécialisée dans la fécondation.
- GMO Genetically Modified Organism, OGM en français :  organisme vivant dont le patrimoine génétique a été modifié par l'intervention humaine.
- Gène : séquence héritable de nucléotides capable d'exprimer les différentes caractéristiques d'un organisme.
- Généalogie génétique : application de la génétique à la généalogie grâce à l'usage de tests ADN.
- Gène suppresseur de tumeurs ou encore anti-oncogène : un régulateur négatif de la prolifération cellulaire.
- Génétique : étude des gènes et de l'hérédité.
- Génie génétique : ensemble des outils permettant de modifier la constitution génétique d'un organisme en supprimant, en introduisant ou en remplaçant de l'ADN.
- Génome : ensemble du matériel génétique d'un organisme, codé dans son acide désoxyribonucléique (ADN) ou acide ribonucléique (ARN) pour certains virus. I
- Génomique : discipline de la biologie moderne. Elle étudie le fonctionnement d'un organisme, d'un organe, d'une cellule, etc. à l'échelle du génome, au lieu de se limiter à l'échelle d'un seul gène.
- Génothérapie ou thérapie génique : stratégie thérapeutique qui consiste à faire pénétrer des gènes dans les cellules ou les tissus d'un individu pour traiter une maladie.
- Génotype : composition de tous les allèles de tous les gènes d'une espèce.
- Genre (biologie) : rang taxinomique qui regroupe un ensemble d'espèces ayant en commun plusieurs caractères similaires.
- Germen ou cellules germinales (qui sont issues des cellules souches), d'un animal ou d'un végétal sont les cellules susceptibles de former les gamètes (spermatozoïdes et ovocytes.
- Gigabase (Gb) : mesure du génome 1000 Mb (méga bases)
- Gregor Johann Mendel : père fondateur de la génétique. Il est à l'origine de ce qui est actuellement appelé les lois de Mendel,
- Guanine : base nucléique, et plus exactement une base purique qui s'apparie avec la cytosine dans l'ADN comme dans l'ARN.

## H

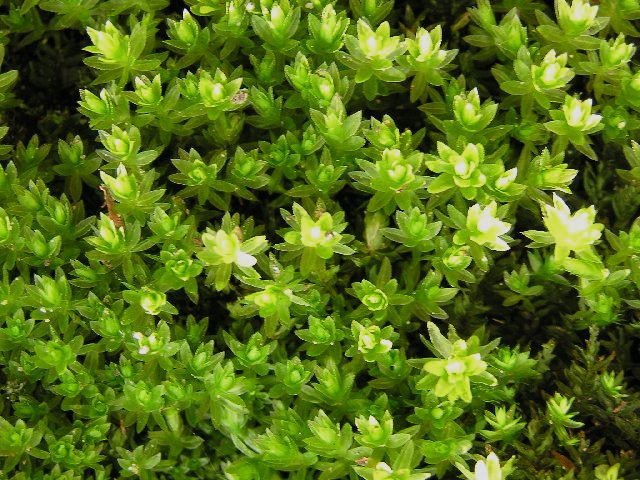
Les mousses au stade végétatif sont haploïdes. Mnium hornum.

- Haploïde : cellule biologique qui ne contient qu'un seul exemplaire de chaque chromosom (n chromosomes). A l'opposé de diploïde qui désigne les cellules avec des chromosomes en deux exemplaires (2n chromosomes).
- Haplotype : groupe d'allèles de différents loci situés sur un même chromosome et habituellement transmis ensemble.
- Hétérozygote :  gène qui possède deux allèles différents de ce gène sur un même locus pour chacun de ses chromosomes homologues.
- Histone :  protéines localisées dans le noyau des cellules eucaryotes et dans les archées. Elles sont les principaux constituants protéiques des chromosomes.
- HLA (human leucocyte antigens) : antigènes impliqués dans le rejet des greffes.
- Homozygote :  gène qui, chez un individu (animal ou végétal), est représenté par deux allèles identiques sur un même locus.
- Hybridation in situ : technique de laboratoire pour localiser une séquence de nucléotides connue mono-brin (ARN ou ADN) sur une coupe histologique de tissu.

## I

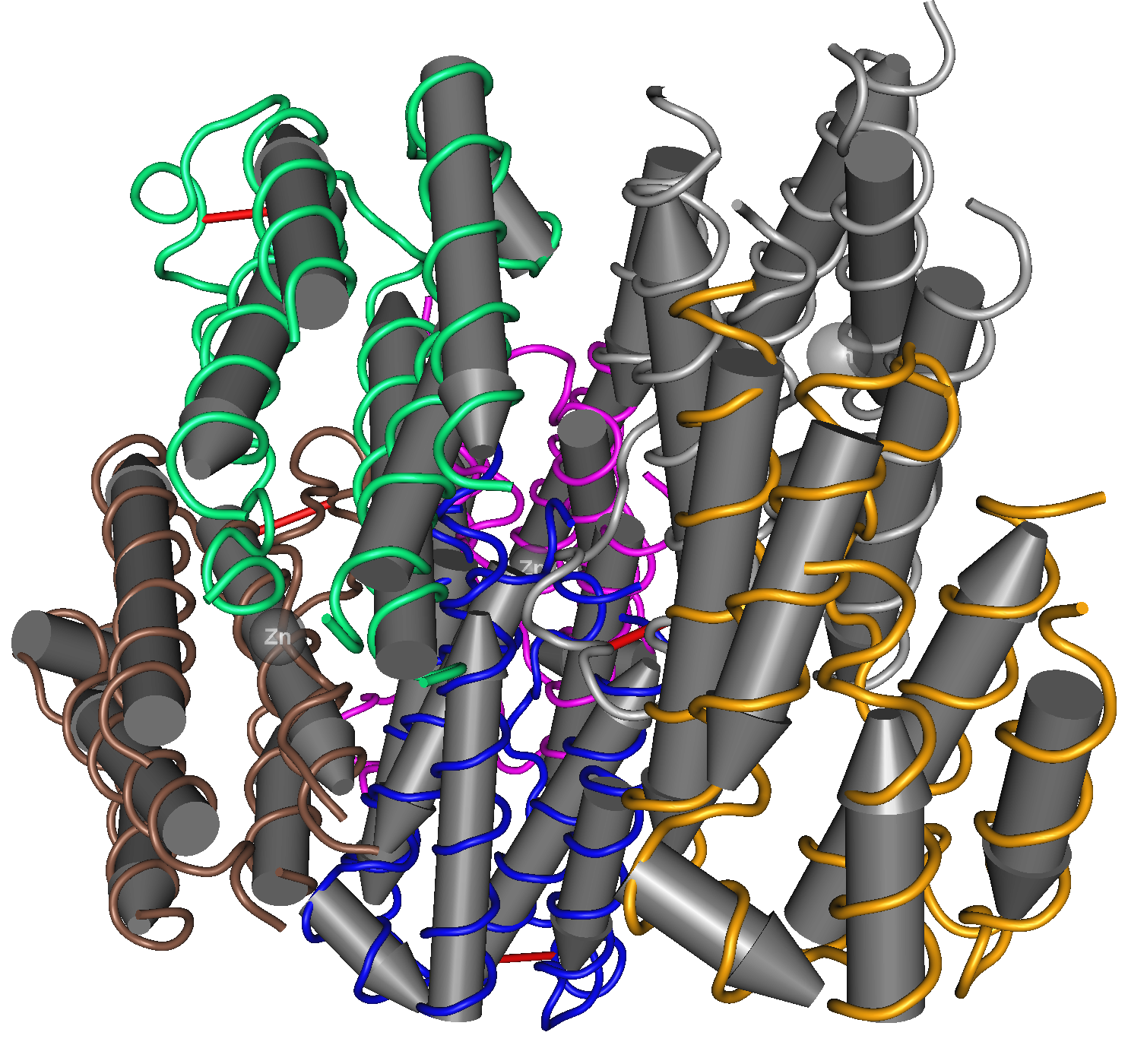
Structure d'un interféron α humain

- Ingénierie génétique : ensemble des outils permettant de modifier la constitution génétique d'un organisme en supprimant, en introduisant ou en remplaçant de l'ADN.
- Interférence par ARN ou ARN interférent : acide ribonucléique (ARN) simple ou double brin dont l'interférence avec un ARN messager spécifique conduit à sa dégradation et à la diminution de sa traduction en protéine.
- Interféron : Glycoprotéine à action antivirale, antitumorale et antiproliférative.
- Intron : portion d'un gène transcrite en ARN dans un ARN précurseur qui est éliminé.

## J
- James Dewey Watson : généticien et biochimiste qui a co-écrit avec Francis Crick le document proposant la structure en double hélice de la molécule d'ADN.

## K
- Kilobase (kb) : unité de mesure en biologie moléculaire, représentant une longueur de 1 000 bases azotées.

## L
- Locus (pluriel « loci » ou « locus ») : position fixe (d'un gène ou d'un marqueur génétique) sur un chromosome.
- Lois de Mendel : lois concernant les principes de l'hérédité biologique, énoncées par le moine et botaniste de nationalité austro-hongroise Gregor Mendel
- Lymphocite : cellule du système immunitaire responsable de la production des anticorps.

## M
- Maladie de Huntington (parfois appelée chorée de Huntington) :  maladie héréditaire et rare, qui se traduit par une dégénérescence neurologique provoquant d’importants troubles moteurs, cognitifs et psychiatriques,
- Maladie génétique :  maladie due à une ou plusieurs anomalies sur un ou plusieurs chromosomes qui entraînent un défaut de fonctionnement de certaines cellules de l'organisme.
- Mégabase (Mb) : unité de mesure en biologie moléculaire représentant une longueur d'un million de paires de bases d'ADN ou d'ARN.

Schéma illustrant les deux divisions de méiose aboutissant à la formation de quatre gamètes haploïdes à partir d'une cellule germinale diploïde (2n=4).Les brassages intrachromosomique et interchromosomique sont figurés. Durant l'interphase, le matériel génétique se duplique et il se produit le phénomène d'enjambement (représenté par des chromosomes rouges et bleus qui se recombinent). Durant la méiose réductionnelle, les chromosomes homologues se répartissent en deux cellules. Puis durant la méiose équationnelle, comme lors d'une mitose, ce sont les chromatides de chaque chromosome qui se séparent. Il en résulte quatre cellules haploïdes (n).

- Méiose : processus de double division cellulaire qui se déroule dans les cellules (diploïdes) de la lignée germinale pour former les gamètes (haploïdes). Elle joue un rôle essentiel pour la diversité des espèces.
- Métagénomique : méthode d'étude du contenu génétique d'échantillons issus d'environnements complexes (ex : intestin, océan, sols, air, etc.) prélevés dans la nature (par opposition à des échantillons cultivés en laboratoire.
- Métaphase : seconde phase de la mitose et de la méiose
- micro-ARN (abréviation : miARN ou miR) : catégorie de petits ARN (en) simple brin, non codants et propres aux cellules eucaryotes.
- Microsatellite : séquence d'ADN formée par une répétition continue de motifs composés de 1 à 4 nucléotides et non pas 2 à 13 nucléotides le plus souvent.
- Mitose :  division cellulaire des eucaryotes par laquelle une cellule mère se transforme en deux cellules filles qui lui sont génétiquement identiques.
- Mutagène : agent qui change le génome (en général l'ADN) d'un organisme et élève ainsi le nombre de mutations génétiques au-dessus du taux naturel d'arrière-plan. Les mutagènes sont en général des composés chimiques ou des radiations.
- Mutation ponctuelle : changement de la structure du gène, affectant un à plusieurs nucléotides.

## N
- Nucleopore : porine dont le gène est NUP88 situe sur le chromosome 17 humain.
- Nucléoside : base azotée purique (adénine et guanine) ou pyrimidique (cytosine, thymine ou uracile) liée à un sucre.
- Nucléosome : complexe comportant un segment d’ADN de 146 ou 147 paires de nucléotides, enroulé autour d'un cœur formé de protéines (les histones)
- Nucléotide :  molécule organique qui est composée d'une base nucléique (ou base azotée), d'un ose à cinq atomes de carbone, dit pentose, dont l'association forme un nucléoside, et enfin de un à trois groupes phosphate.
- Noyau : en biologie cellulaire, le noyau est une structure cellulaire présente dans la majorité des cellules eucaryotes et chez tous les organismes eucaryotes, et contenant l'essentiel du matériel génétique de la cellule (ADN).

## O
- OGM : organisme vivant dont le patrimoine génétique a été modifié par l'intervention humaine.
- Oligonucléotide : fragment d'ADN simple brin ou d'ARN de quelques dizaines de nucléotides.
- Oncogène : gènes dont l'expression favorise la survenue de cancers.
- Organisme génétiquement modifié ou OGM : organisme vivant dont le patrimoine génétique a été modifié par l'intervention humaine.

## P

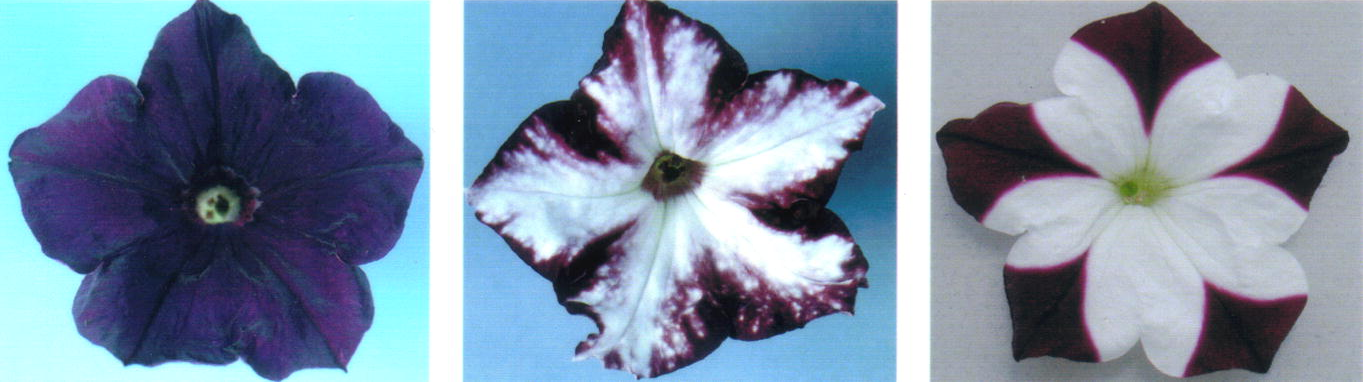
Variation phénotypique de la couleur des fleurs chez le pétunia.

- PCR (polymérase chain reaction) : étude de biologie moléculaire d'amplification des gènes in vitro pour dosage biologique.
- Peptide : polymère d’acides aminés reliés entre eux par des liaisons peptidiques.
- Pharmacogénomique : étude des effets des gènes sur la réponse aux médicaments.
- Phénotype : ensemble des traits observables d'un organisme.
- Polymorphisme de longueur des fragments de restriction : méthode de biologie moléculaire permettant d'obtenir rapidement, in vitro, un grand nombre de segments d'ADN identiques, à partir d'une séquence initiale.
- Procaryote : organisme cellulaire ne contenant pas de noyau.
- Projet Génome humain (PGH, ou HGP pour l'anglais Human Genome Project) : programme lancé fin 1988 dont la mission était d'établir le séquençage complet de l'ADN du génome humain.
- Promoteur (biologie) ou séquence promotrice : région de l'ADN située à proximité d'un gène et indispensable à la transcription de l'ADN en ARN.
- Pseudogène :  gène inactif incapable de conduire à l'expression d'une protéine.
- Pseudouridine ou pseudo uridine (notée ψ) : ribonucléoside dérivé de l'uridine, que l'on trouve dans certains ARN non codants, comme les ARN de transfert ou les ARN ribosomiques.
- Pyrimidique adjectif : dérivé de la pyrimidine, bases pyrimidiques (constituant des acides nucléiques).

## R

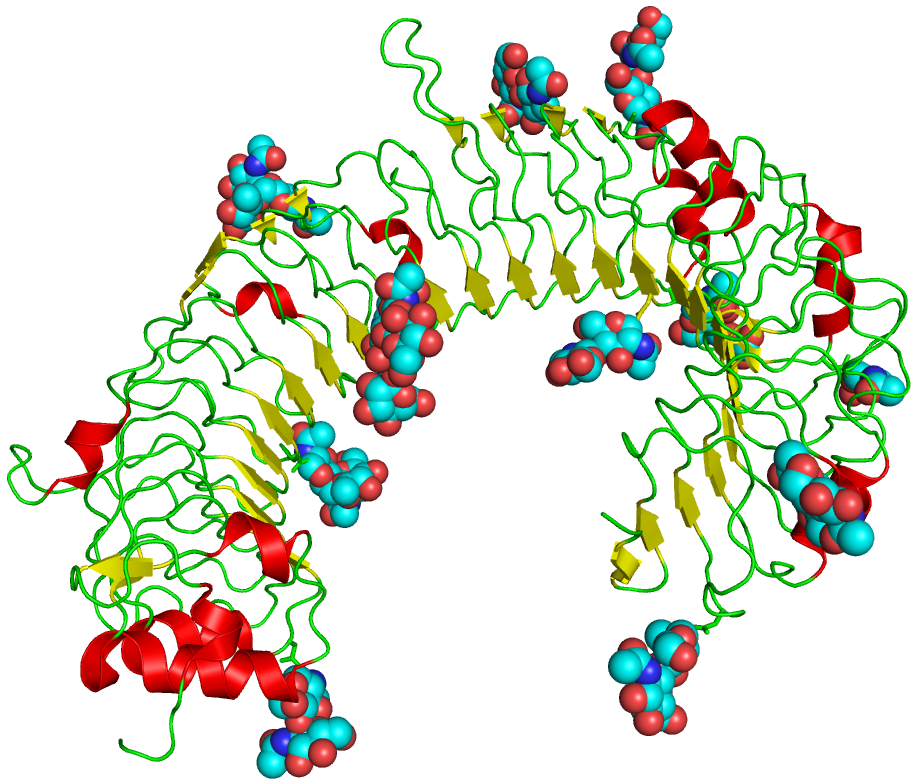
Structure du TLR3 humain

- Réaction en chaîne par polymérase (PCR) : méthode de biologie moléculaire permettant d'obtenir rapidement, in vitro, un grand nombre de segments d'ADN identiques, à partir d'une séquence initiale.
- Récepteur de type Toll (en anglais Toll-like receptors, TLR) : récepteurs jouant un rôle crucial dans le système immunitaire inné en reconnaissant les motifs moléculaires associés aux agents pathogènes dérivés de divers microbes.
- Recombinaison homologue :  type de recombinaison génétique où les séquences de nucléotides sont échangées entre des molécules d'ADN identiques (homologues).
- RFPLP : technique de biologie moléculaire permettant de dresser le profil des communautés microbiennes dans un échantillon ou un milieu en se basant sur la position d'un site de restriction.
- Répétition inversée : séquence d'acide nucléique, ADN ou ARN, accompagnée en aval de son complément inversé.
- Replicon : molécule d'ADN ou d'ARN, ou une région d'ADN ou d'ARN pouvant se répliquer à partir d'une seule origine de réplication (ori).
- Rétrotransposon : élément génétique mobile qui, en s'amplifiant par trancriptioninverse d'un ARN intermédiaire, peut se déplacer et se multiplier.
- Rétrovirus : famille de virus à ARN se distinguant par une enzyme virale, la trancriptase inverse.
- Ribosome : organisme cellulaire assurant la traduction de l'ARNm en protéines.
- Ribovirus ou virus à ARN : virus dont le matériel génétique est constitué d'ARN.

## S
- Séquençage shotgun : méthode utilisée pour séquencer des brins d'ADN aléatoires.
- Site de restriction : séquence particulière de nucléotides qui est reconnue par une enzyme de restriction comme un site de coupure dans la molécule d'ADN.
- Soma : ensemble des cellules somatiques, appelé soma, sont toutes les cellules formant le corps d'un organisme multicellulaire, c'est-à-dire toutes les cellules n'appartenant pas à la lignée germinale, telles que les gamètes, ou les cellules germinales. Ces dernières constituent le germen.

## T

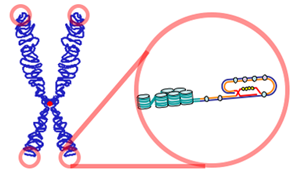
Un chromosome et ses télomères.

- Toll-like receptor : ensemble de récépteurs répondant à de nombreux ligands pouvant entrainer des réactions inflammatoires.
- Téléonomie : concept scientifique de finalité refusant, par principe épistémologique notamment, tout recours à une cause finale ou à un dessein intelligent dans l'explication des processus biologiques..
- Télomère : région hautement répétitive, a priori non codante, d'ADN à l'extrémité d'un chromosome. Les télomères raccourcissent avec l'âge.
- Test ADN ou test génétique : technique d'analyse du génome des cellules d'un organisme. qui peuvent se pratiquer sur tout type d'organisme.
- Thérapie génique ou génothérapie : stratégie thérapeutique qui consiste à faire pénétrer des gènes dans les cellules ou les tissus d'un individu pour traiter une maladie.
- Thymine : base nucléique (base pyrimidique) entrant dans la constitution des acides nucléiques, présente uniquement dans l'ADN.
- Trait ou caractère phénotypique : pour un organisme vivant, un de ses aspects anatomique, physiologique, moléculaire ou comportemental, qui peut être analysé (par exemple : la présence de cheveux).
- Transcription : en biologie moléculaire, la transcription est la première étape de l'expression génique basée sur l'ADN, au cours de laquelle un segment particulier d'ADN est « copié » en ARN par une enzyme appelée ARN polymérase.
- Transduction : processus qui consiste en un transfert de matériel génétique (ADN bactérien), d'une bactérie donneuse à une bactérie receveuse, par l'intermédiaire d'un vecteur viral (un bactériophage).
- Transfection : introduction de matériel génétique exogène dans des cellules eucaryotes, n’utilisant pas comme vecteur un virus, par opposition à la transduction.
- Transgenique : organisme génétiquement modifié.
- Translocation : réarrangement chromosomique caractérisé par l'échange réciproque de matériel chromosomique entre des chromosomes non homologues, c'est-à-dire n'appartenant pas à la même paire.
- Transposon : séquence d'ADN capable de s'insérer dans un génome et de se déplacer sur un même brin d'ADN ou sur un autre brin (gène sauteur)
- Trisomie 21 : anomalie chromosomique congénitale provoquée par la présence d'un chromosome surnuméraire pour la 21e paire.

## U
- Uracile : base nucléique (base pyrimidique) spécifique à l'ARN. Alors que dans l'ADN, l'adénine s'apparie avec la thymine (notée "T"), c'est l'uracile qui se lie à l'adénine dans l'ARN, par deux liaisons hydrogène.

## V
- Vecteur : en biologie moléculaire, un vecteur est toute particule moléculaire (virus, plasmide, nanoparticule…) utilisée comme un véhicule transportant artificiellement une séquence nucléique étrangère (un ADN ) dans une autre cellule pour être répliquée ou exprimée.
- Virus à ARN parfois appelé ribovirus : virus dont le matériel génétique est constitué d'ARN

## W
- William Bateson : biologiste britannique connu pour avoir été le premier à suggérer le terme de génétique pour étudier l'hérédité.

## X
- X voir Chromosome X

## Y
- Y voir Chromosome Y